# Eschoten
Eschoten is een buurtschap in de Nederlandse gemeente Ede, gelegen in de provincie Gelderland. Het ligt in het noorden van de gemeente tussen Wekerom en Otterlo.
In het verleden werd de buurtschap aangeduid als "Eyschaten", bijvoorbeeld op een kaart van Joan Blaeu uit ca. 1650 en op een kaart van Ortelius uit 1592.

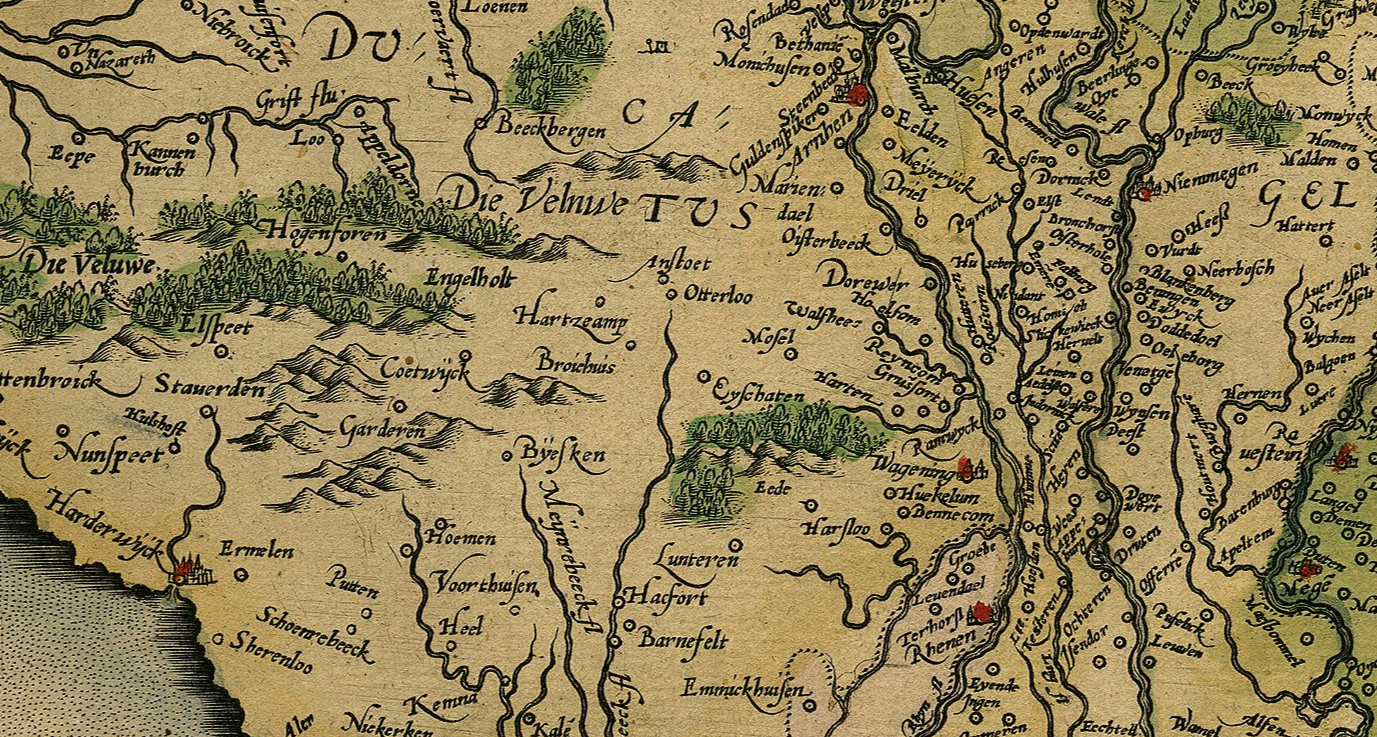
Eyschaten op (uitsnede van) de kaart van Ortelius van Gelria (1592); het noorden is links.

Hoofdplaats: Ede       Dorpen: Bennekom · Ederveen · Harskamp · Hoenderloo (deels) · De Klomp · Lunteren · Otterlo · Wekerom

Buurtschappen: Deelen · Doesburgerbuurt · Driesprong · Eschoten · De Ginkel · Hoekelum · Hoog Baarlo · De Kade · De Kraats · Manen · Meulunteren · Mossel · Nederwoud · Nergena · Nieuw-Reemst · (Oostdorp) · Oud-Reemst · Overwoud · Roekel · De Valk · Walderveen · Westeneng

Gelderland: Steden en dorpen in Gelderland      Nederland: Provincies · Gemeenten